# Listă a numerelor de înmatriculare auto istorice din Germania

## Nr. înmatriculare auto actuale
- Listă cu nr. înmatriculare auto actuale din Germania

## Nr. înmatriculare auto (1906 - 1945)

### Prusia
|  | I A | oraș Berlin                                                                                          |
|  | I B | Grenzmark Posen-Westpreußen (1922–1938)                                                              |
|  | I C | Provincia Ostpreußen                                                                                 |
|  | I D | Provincia Westpreußen (bis 1922)                                                                     |
|  | I E | Provincia Brandenburg                                                                                |
|  | I H | Provincia Pommern                                                                                    |
|  | I K | Provincia Schlesien (1906–1919, 1938–1941) Provincia Ober- si Niederschlesien (1919–1938, 1941–1945) |
|  | I L | Hohenzollernsche Lande („Regierungsbezirk Sigmaringen“)                                              |
|  | I M | Provincia Sachsen                                                                                    |
|  | I P | Provincia Schleswig-Holstein                                                                         |
|  | I S | Provincia Hannover                                                                                   |
|  | I T | Provincia Hessen-Nassau                                                                              |
|  | I X | Provincia Westfalen                                                                                  |
|  | I Y | Provincia Posen (1906–1922) Regierungsbezirk Düsseldorf (1928–1945)                                  |
|  | I Z | Provincia Rhein (1928–1945 fără Regierungsbezirk Düsseldorf)                                         |

### Bavaria
|  | II A | Stadtbezirk München            |
|  | II B | Kreis Oberbayern               |
|  | II C | Kreis Niederbayern             |
|  | II D | Kreis Pfalz                    |
|  | II E | Kreis Oberpfalz                |
|  | II H | Kreis Oberfranken              |
|  | II N | Stadtbezirke Nürnberg si Fürth |
|  | II S | Kreis Mittelfranken            |
|  | II U | Kreis Unterfranken             |
|  | II Z | Kreis Schwaben                 |

### Saxonia
|  | I   | Kreishauptmannschaft Bautzen (1906–1932) Kreishauptmannschaft Dresden-Bautzen (1932–1945) |
|  | II  | Kreishauptmannschaft Dresden (1906–1932) Kreishauptmannschaft Dresden-Bautzen (1932–1945) |
|  | III | Kreishauptmannschaft Leipzig                                                              |
|  | IV  | Kreishauptmannschaft Chemnitz                                                             |
|  | V   | Kreishauptmannschaft Zwickau                                                              |

### Württemberg
|  | III A | Neckarkreis      | (Amtsoberamt Stuttgart)                                                           |
|  | III C | Neckarkreis      | (Oberämter Backnang, Besigheim, Brackenheim, Cannstatt (1906–1923) und Esslingen) |
|  | III D | Neckarkreis      | (Oberämter Heilbronn, Leonberg, Ludwigsburg, Marbach und Maulbronn)               |
|  | III E | Neckarkreis      | (Oberämter Neckarsulm, Vaihingen, Waiblingen und Weinsberg (1906–1926))           |
|  | III H | Schwarzwaldkreis | (Oberämter Balingen, Calw, Freudenstadt, Herrenberg, Horb und Nagold)             |
|  | III K | Schwarzwaldkreis | (Oberämter Neuenbürg, Nürtingen, Oberndorf, Reutlingen und Rottenburg)            |
|  | III M | Schwarzwaldkreis | (Oberämter Rottweil, Spaichingen, Sulz, Tübingen, Tuttlingen und Urach)           |
|  | III P | Jagstkreis       | (Oberämter Aalen, Crailsheim, Ellwangen, Gaildorf und Gerabronn)                  |
|  | III S | Jagstkreis       | (Oberämter Gmünd, Hall, Heidenheim und Künzelsau)                                 |
|  | III T | Jagstkreis       | (Oberämter Mergentheim, Neresheim, Öhringen, Schorndorf und Welzheim)             |
|  | III X | Donaukreis       | (Oberämter Biberach, Blaubeuren, Ehingen, Geislingen, Göppingen und Kirchheim)    |
|  | III Y | Donaukreis       | (Oberämter Laupheim, Leutkirch, Münsingen, Ravensburg und Riedlingen)             |
|  | III Z | Donaukreis       | (Oberämter Saulgau, Tettnang, Ulm, Waldsee und Wangen)                            |

### Celelalte state federale
|  | IV B  | Baden                                                                     |
|  | V H   | Hessen (1937–1945)                                                        |
|  | V O   | Hessen, Provinz Oberhessen (1906–1937)                                    |
|  | V R   | Hessen, Provinz Rheinhessen (1906–1937)                                   |
|  | V S   | Hessen, Provinz Starkenburg (1906–1937)                                   |
|  | VI A  | Elsaß-Lothringen, Bezirk Unterelsaß (1906–1918)                           |
|  | VI B  | Elsaß-Lothringen, Bezirk Oberelsaß (1906–1918)                            |
|  | VI C  | Elsaß-Lothringen, Bezirk Lothringen (1906–1918)                           |
|  | A     | Anhalt                                                                    |
|  | B     | Braunschweig                                                              |
|  | CG    | Sachsen-Coburg und Gotha (1906–1918) Sachsen-Gotha und Coburg (1918–1920) |
|  | HB    | Hansestadt Bremen                                                         |
|  | HH    | Hansestadt Hamburg                                                        |
|  | HL    | Hansestadt Lübeck (1906–1937)                                             |
|  | L     | Lippe                                                                     |
|  | M     | Mecklenburg (1934–1945)                                                   |
|  | M I   | Mecklenburg-Schwerin (1906–1934)                                          |
|  | M II  | Mecklenburg-Strelitz (1906–1934)                                          |
|  | O I   | Oldenburg                                                                 |
|  | O II  | Oldenburg, Landesteil Lübeck (1906–1937)                                  |
|  | O III | Oldenburg, Landesteil Birkenfeld (1906–1937)                              |
|  | RA    | Reuß ältere Linie (1906–1920)                                             |
|  | RJ    | Reuß jüngere Linie (1906–1920)                                            |
|  | S     | Sachsen-Weimar-Eisenach (1906–1920)                                       |
|  | SA    | Sachsen-Altenburg (1906–1920)                                             |
|  | SAAR  | Saarland (1935–1945)                                                      |
|  | SL    | Schaumburg-Lippe                                                          |
|  | SM    | Sachsen-Meiningen (1906–1920)                                             |
|  | SR    | Schwarzburg-Rudolstadt (1906–1920)                                        |
|  | SS    | Schwarzburg-Sondershausen (1906–1920)                                     |
|  | T     | Thüringen (1920–1922)                                                     |
|  | Th    | Thüringen (1922–1945)                                                     |
|  | W     | Waldeck (1906–1929)                                                       |

### Numere de înmatriculare a unor instituții
|  | MK | Nr. de înmatriculare militare Germania (1914–1919) |
|  | RW | Reichswehr (1923–1935)                             |
|  | RP | Poștă (1923–1945)                                  |